# Fontaine de Sailhan
La fontaine de Sailhan est une fontaine-abreuvoir située dans la commune de Sailhan, département français des Hautes-Pyrénées.

## Localisation
La fontaine-abreuvoir est située au bord de la route d'Ens a côté de l'ancien lavoir qui comporte une fresque murale nommée « femmes de Sailhan au lavoir ».

## Description
La fontaine abreuvoir est composée d'un bassin goudronné en granite avec une élévation de la fontaine en calcaire et lavasse bleue. Elle est surmontée d'un calvaire avec une croix en fer forge qui repose sur un piédestal encadré par des volutes en pierre sculptée. L'abreuvoir comprend quatre auges en ligne en cascade.

## Historique
En avril 1834, le conseil municipal décide d'installer une fontaine-abreuvoir au centre du village. Le maire fait appel à Dominique Forgue Soule, tailleur de pierre à Gouaux (et déjà auteur de la fontaine-abreuvoir de Bourisp en 1829), pour établir un devis estimatif qui prévoyait de couronner la fontaine d'une statue. Cette statue n'a pas été réalisée, et c'est une croix monumentale en fer forgé qui a pris sa place. La fontaine a été remaniée en 1910

## Galerie d'images

Sélection de vues.
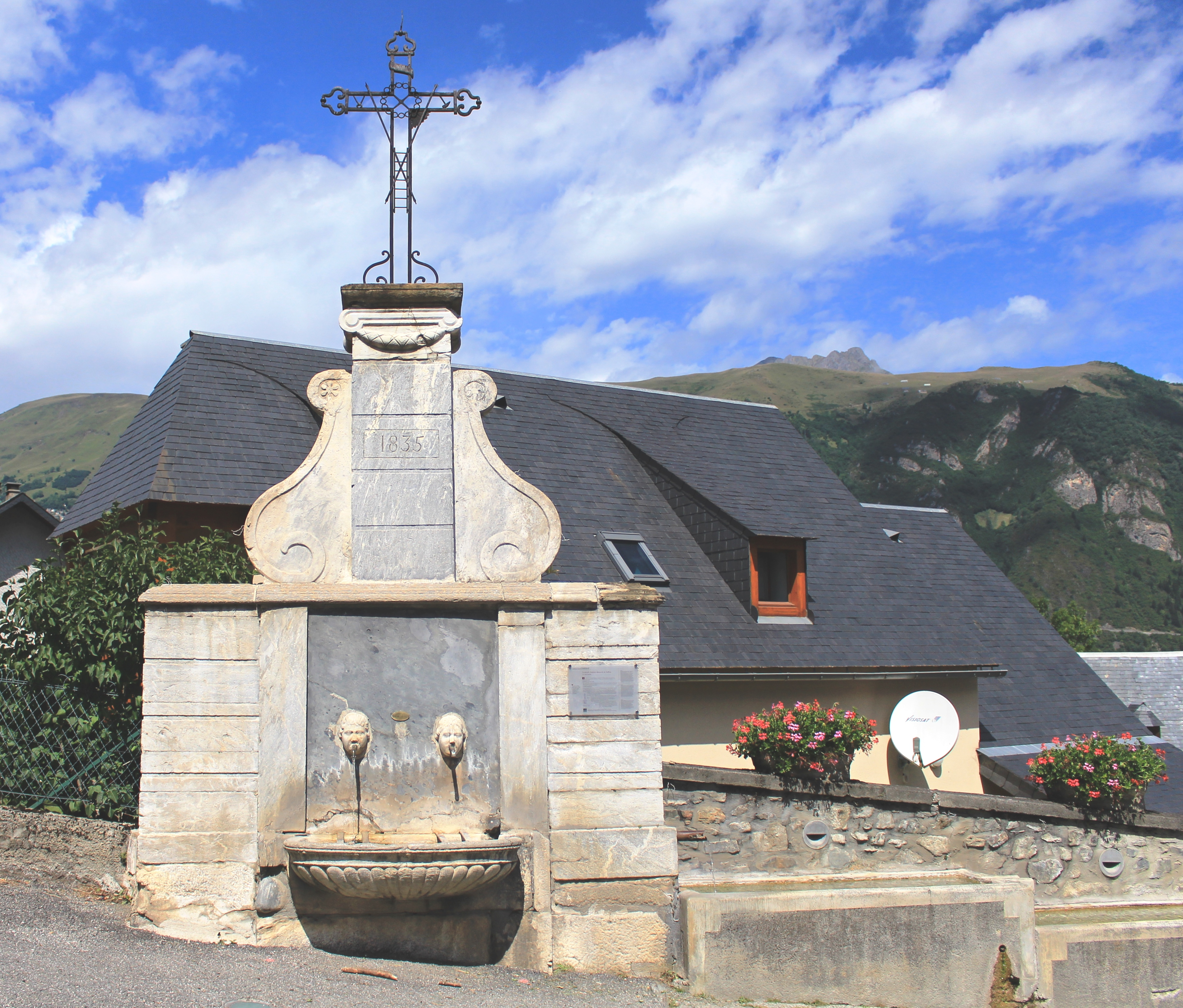
La fontaine.
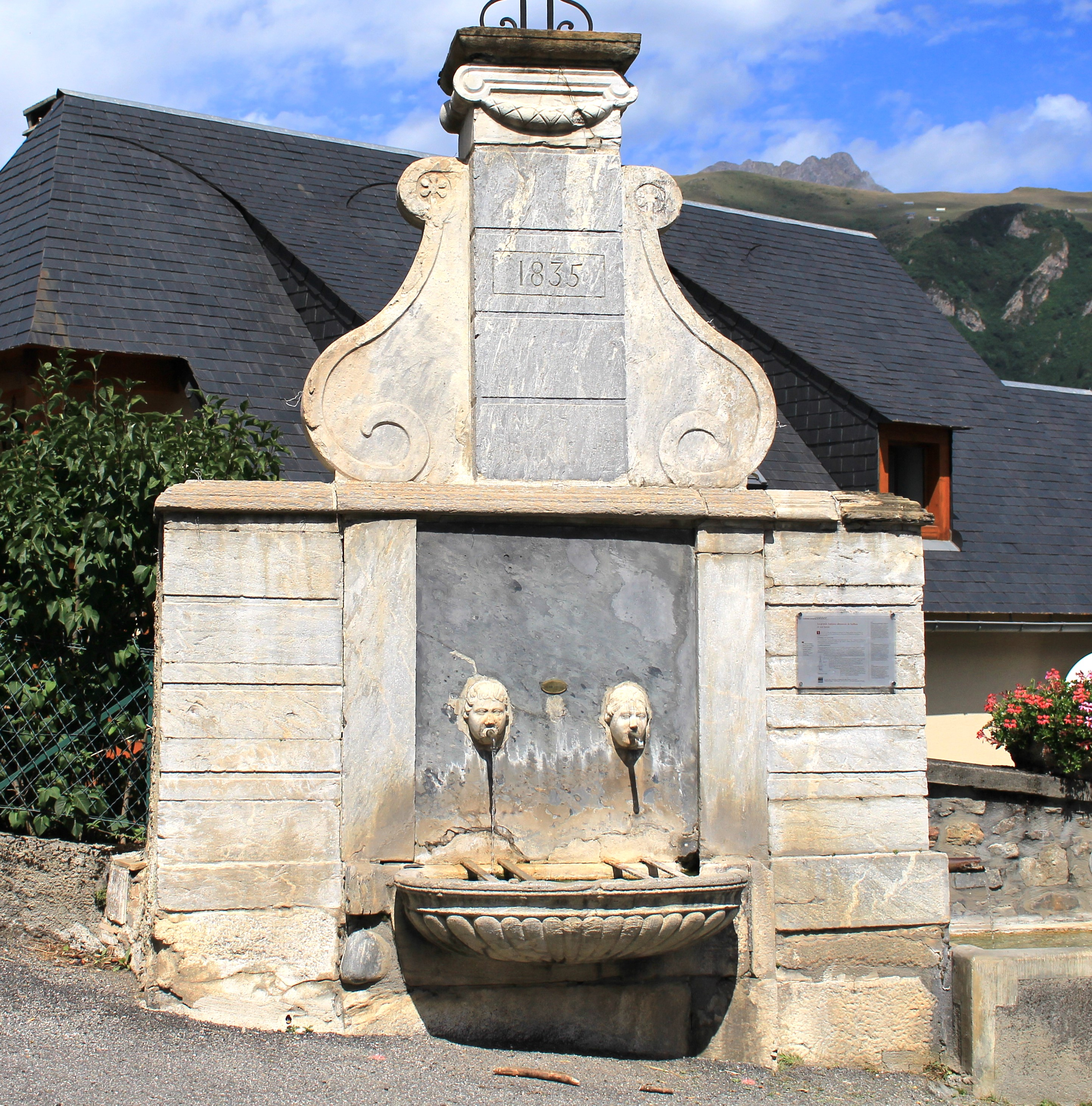
Le piédestal.